# Tillandsia laui
Tillandsia laui är en gräsväxtart som beskrevs av Eizi Matuda. Tillandsia laui ingår i släktet Tillandsia och familjen Bromeliaceae. Inga underarter finns listade i Catalogue of Life.